# Liste de phares

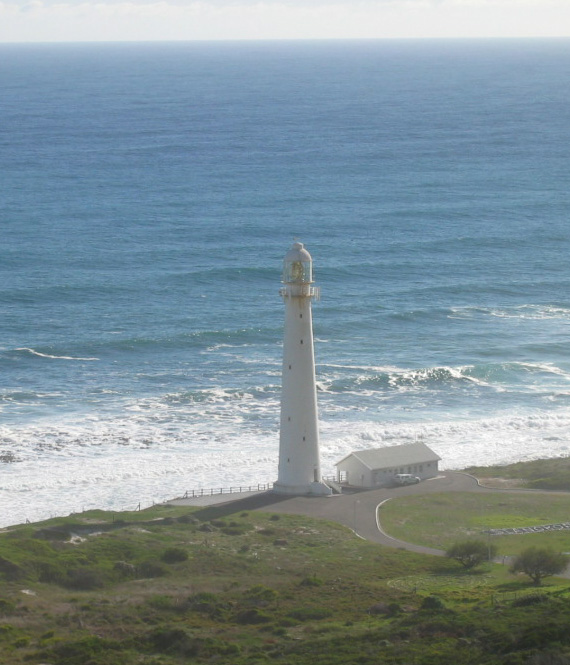
Phare Slangkop (Afrique du Sud)

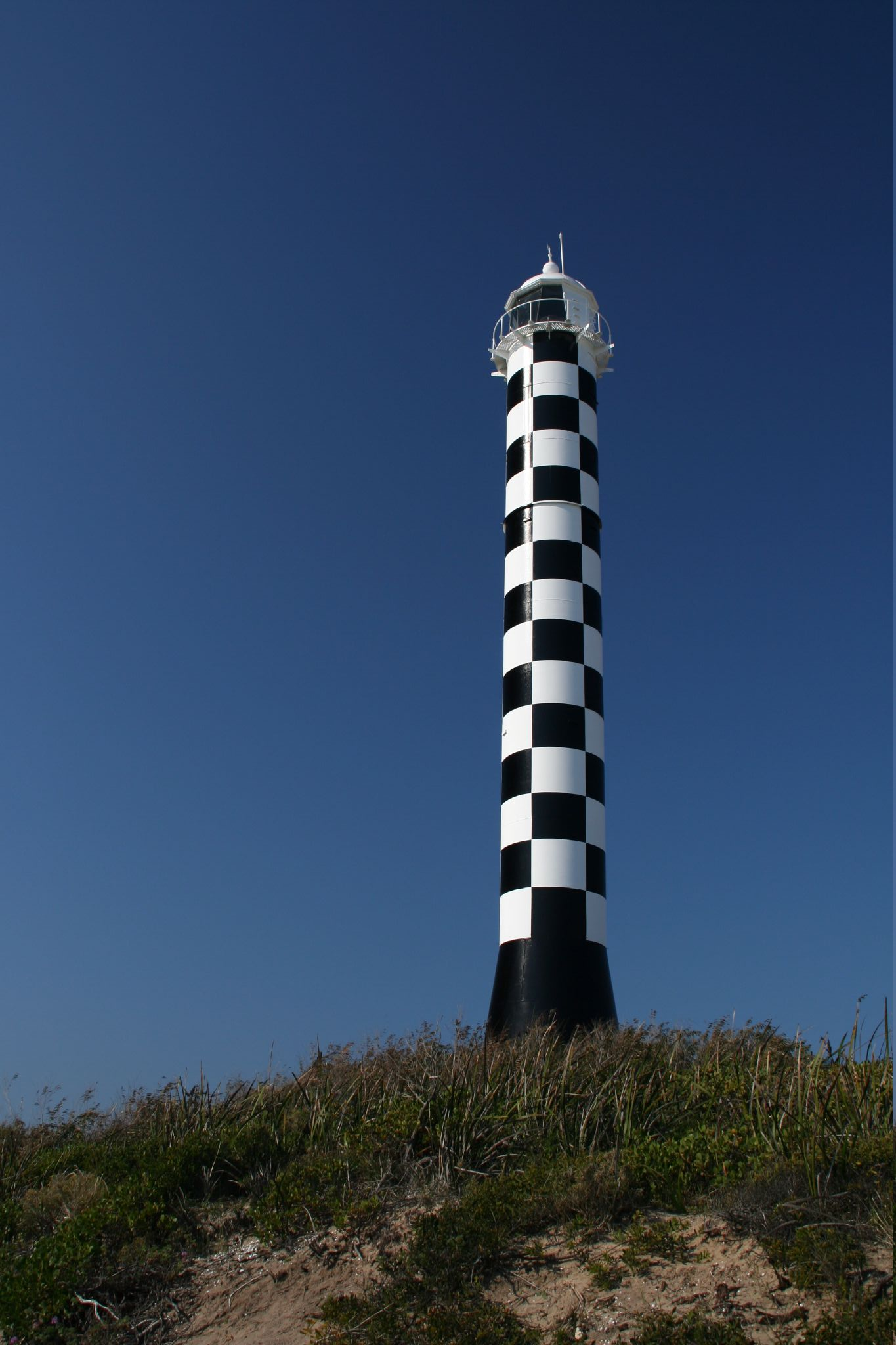
Phare de Bunbury

Cette liste recense, par pays, les principaux phares balisant les côtes ou bien situés au large, caractérisés par leur puissance et souvent par leur apparence ou leur situation remarquable.

## 

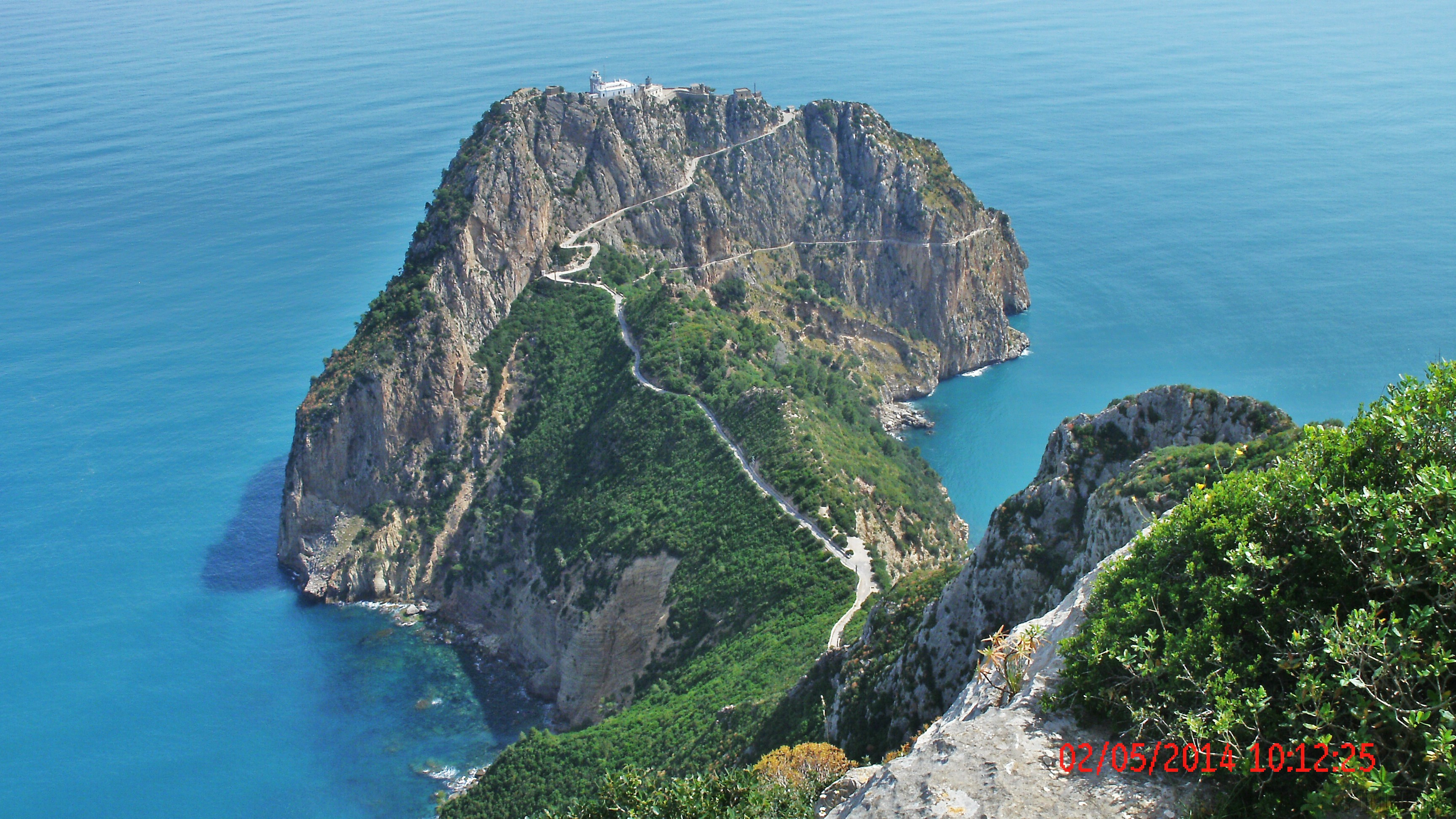
Phare de Cap Carbon en Algérie

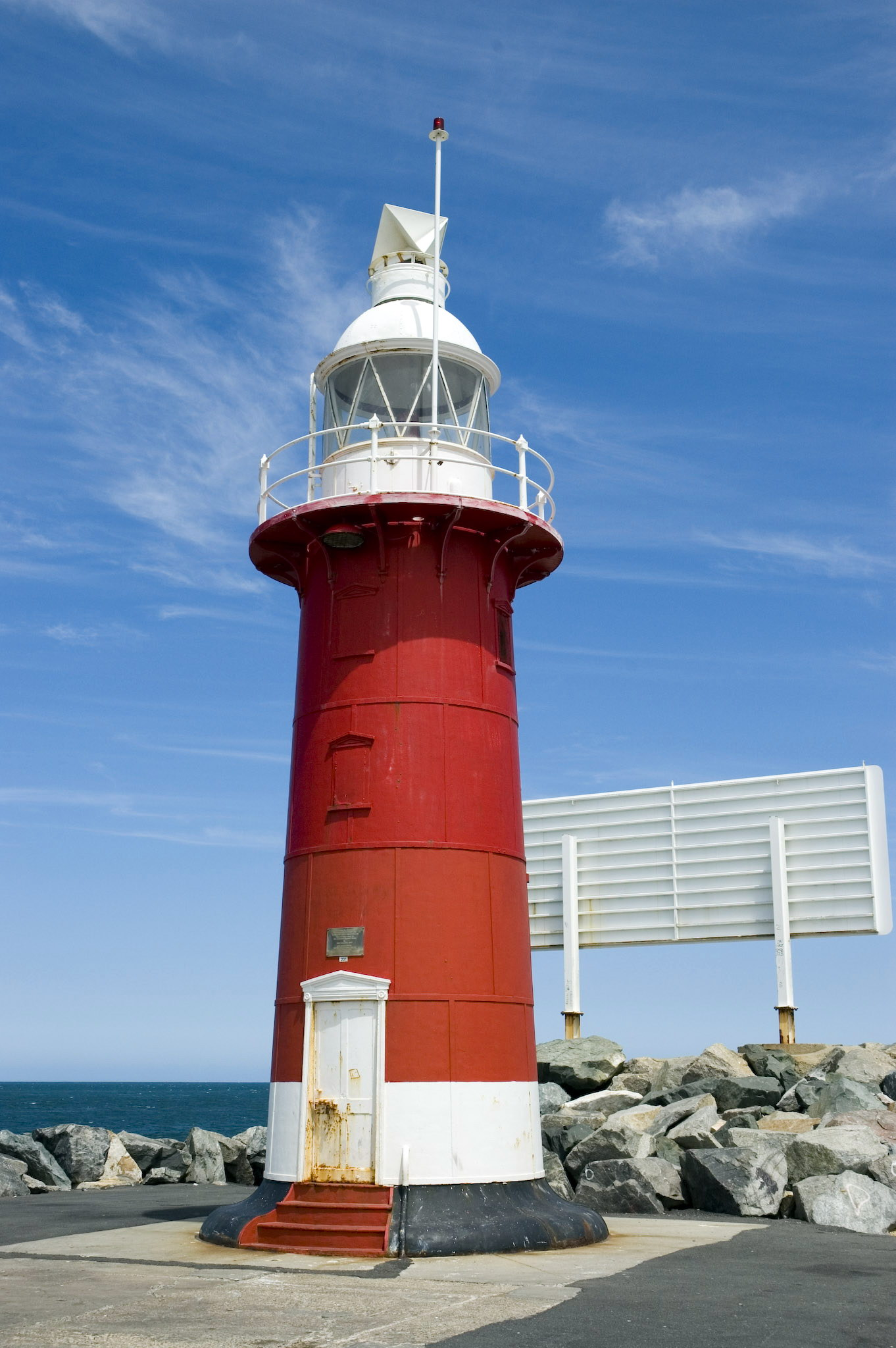
Phare de Fremantle en Australie-Occidentale.

## Chine
- Phare de Baishamen
- Phare de Mulantou
- Phare de Nǎozhōu

## Égypte
- Phare d'Alexandrie Note: seuls quelques vestiges subsistent.
- Phare de Port-Saïd

## États-Unis
Alaska
 Californie
 Caroline du Nord
 Caroline du Sud
 Delaware
 Connecticut
 Floride
 Géorgie
 Hawaï
 Illinois
 Louisiane
 Maine
 Maryland
 Massachusetts
 Mississippi
 New Hampshire
 New Jersey
 New York
 Ohio
 Oregon
 Rhode Island
 Texas
 Virginie
 Washington

## France
En France, les services des phares et balises classent 150 phares dans cette catégorie.

## Nouvelle-Zélande
- Liste des phares de Nouvelle-Zélande

## Ukraine

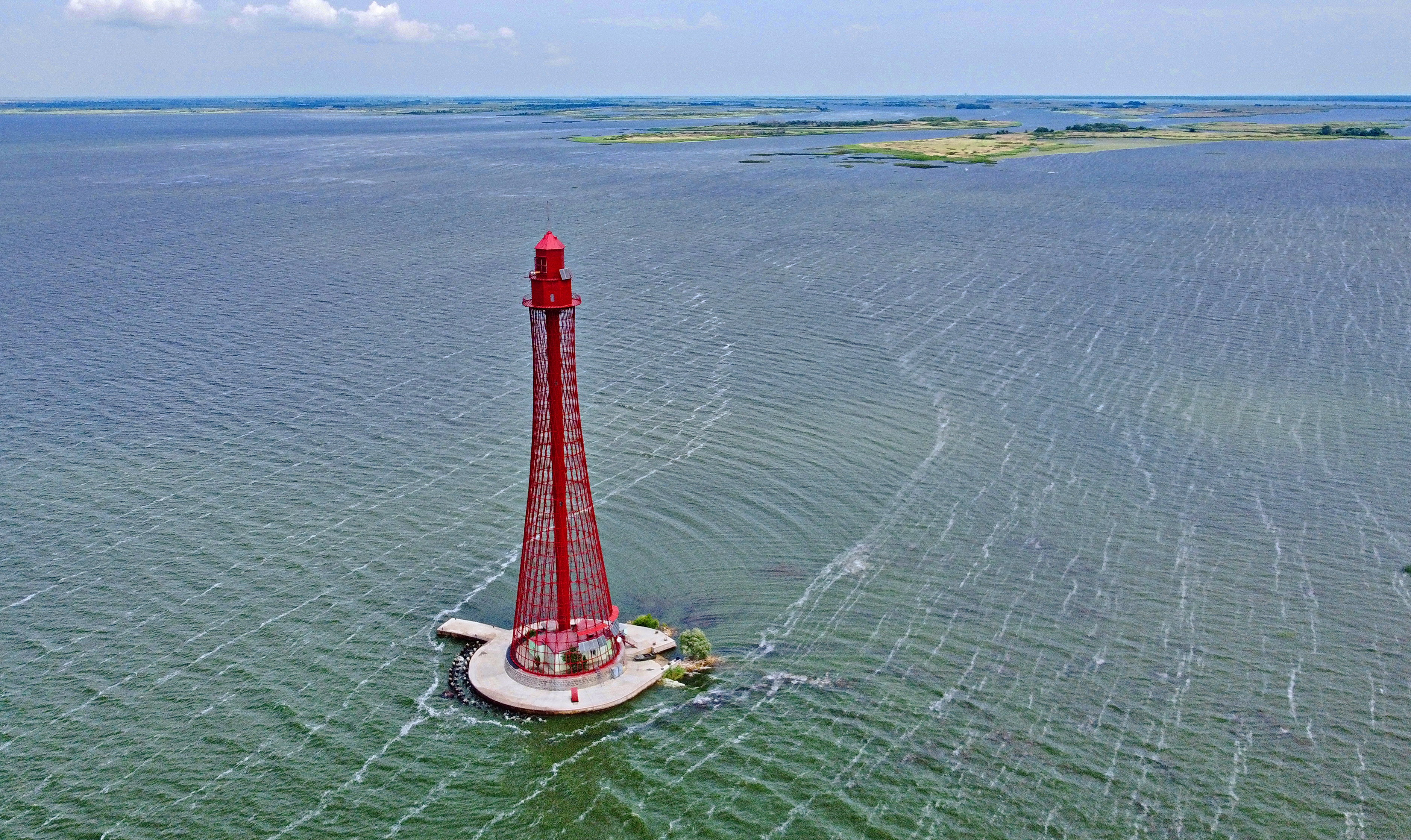
Le phare d'Adziogol.
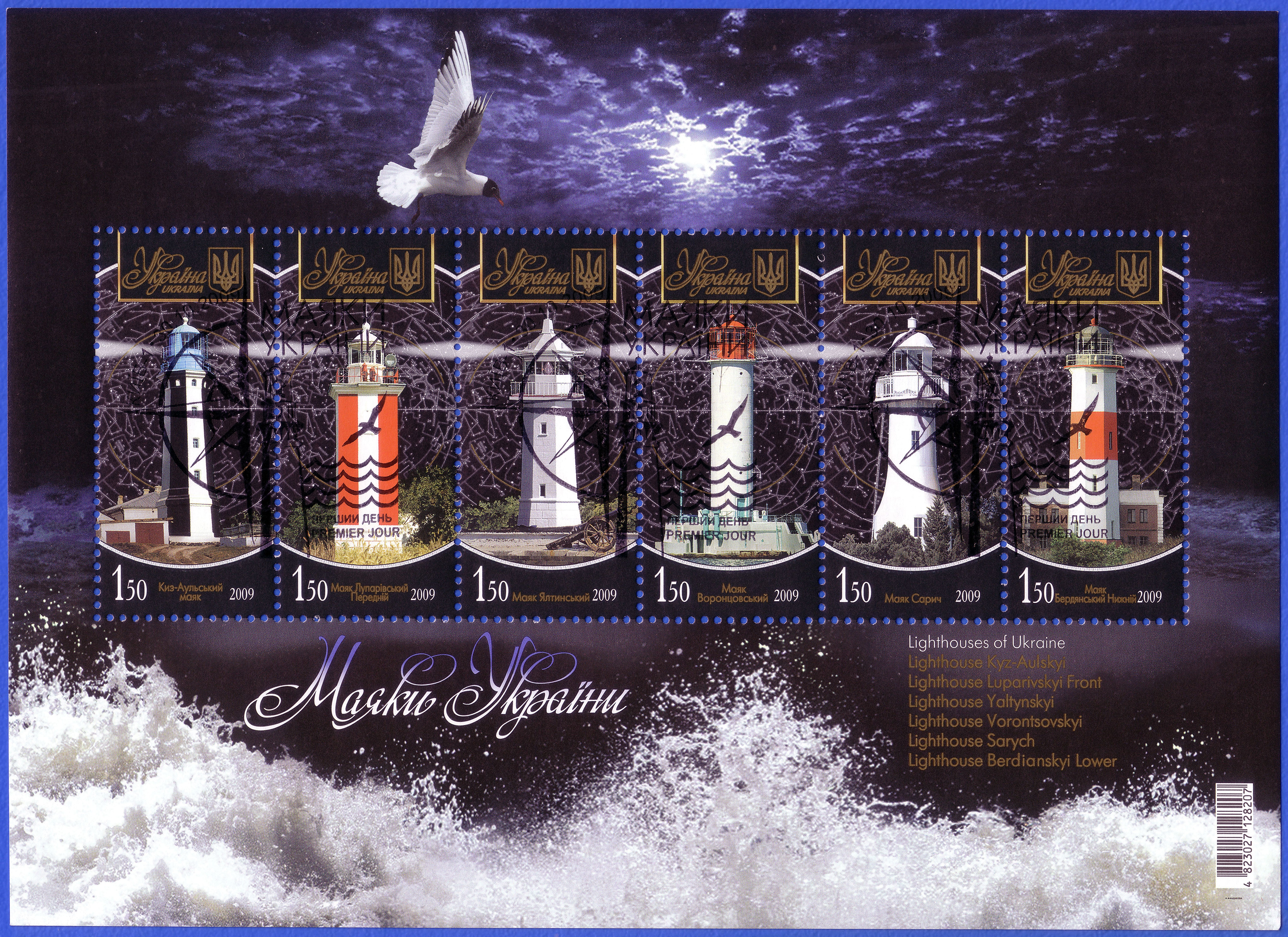
Phares : Kyz-Aoulskiy, Louparivsky de face, Yalta, Vorontsov, Saritch et Berdiansk inférieur.
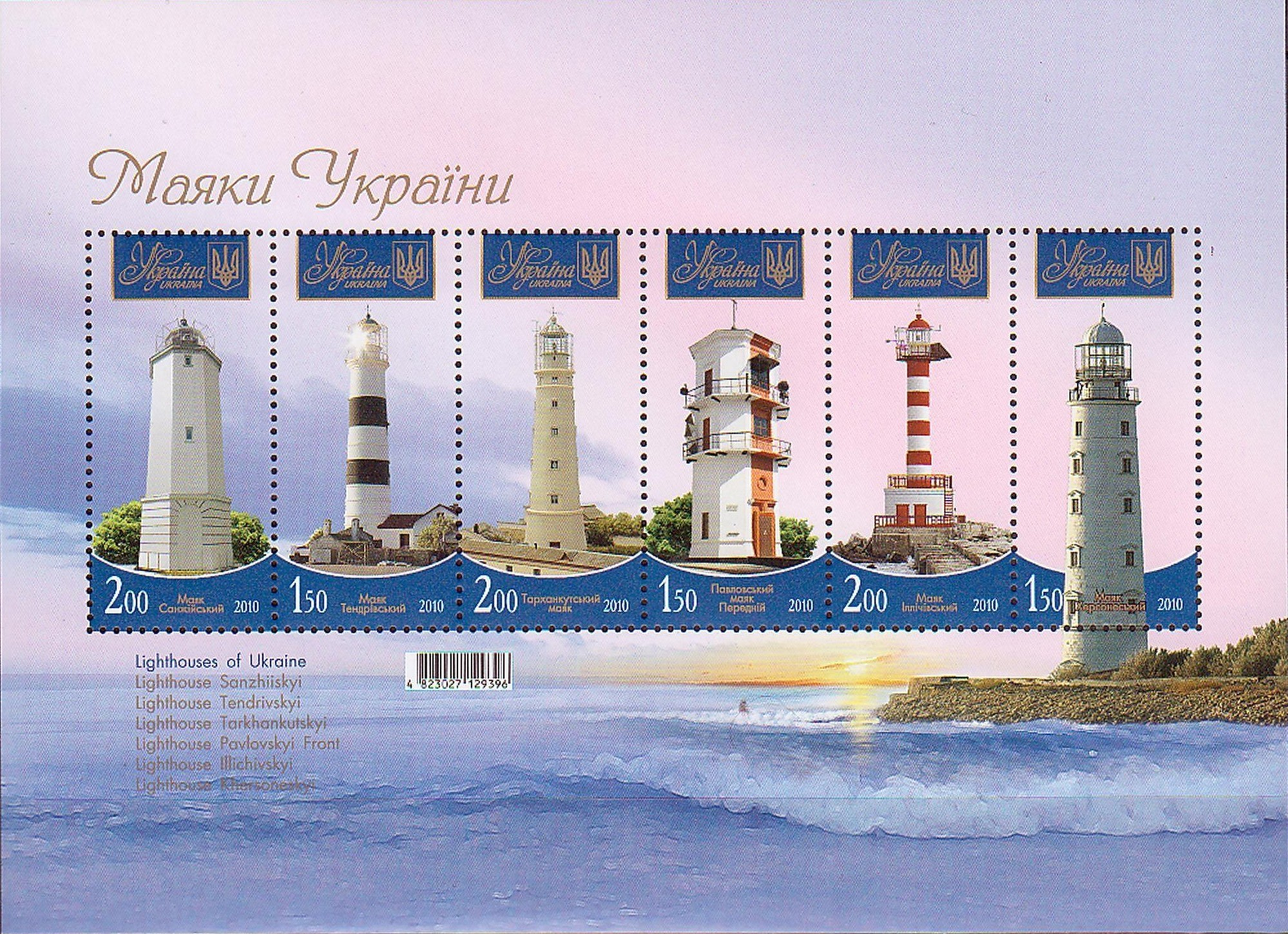
Phares : Sanjika, Tendra, Tarkhankout, Pavlov de face, Illichiv, Chersonèse.

- Phare d'Adziogol, delta du Dniepr ;
- Phare de Byrioutchiy ;
- Phare de Djarylhatch,
- Phare de Tarkhankout,
- Phare Méganom,
- Phare de Chersonèse,
- Phare Vorontsov,
- Phare de Stanislav au sud de Kherson.

## Autres
- Kap Arkona
- Plus grand phare du monde : Phare de Djeddah
- Phare du cap Henry - Virginie